# Mangartska cesta
Mángartska césta je visokogorska cesta v Julijskih Alpah, ki se vzpenja iz Predela do Mangartskega sedla (2072 m), kjer skorajda doseže greben. Cesta se konča na višini 2055 metrov in je tako najvišje ležeča cesta v Sloveniji in 125. v Evropi. Cesta je z rampo zaprta na nadmorski višini 1880 m, od koder je naprej prepovedan promet.
12 kilometrov dolga in večji del asfaltirana cesta ima 17 zavojev in pelje skozi 5 tunelov. Konec ceste je v obliki pentlje s parkirišči, od tam pa je lep razgled proti vzhodu na Mangart (2677 m). Pri pentlji se nahaja še odcep kratke slepe ceste do Koče na Mangartskem sedlu (1906 m).
Oktobra 2000 je velik plaz, ki se je sprožil nad prvim kilometrom ceste, uničil most in cestišče. Cesta je bila zaradi tega nekaj časa zaprta.
Denzlova lestvica alpskih cest: 2 - 3